# Pleurothallis ignota
Pleurothallis ignota är en orkidéart som beskrevs av Carlyle August Luer. Pleurothallis ignota ingår i släktet Pleurothallis och familjen orkidéer. Inga underarter finns listade i Catalogue of Life.